# Guemes (Washington)
Guemes Island es un área no incorporada ubicada en el condado de Skagit en el estado estadounidense de Washington.

## Geografía
Guemes Island se encuentra ubicada en las coordenadas 48°32′26″N 122°41′54″O / 48.54056, -122.69833.